# Шапендуа
Шапендуа, голландская овчарка шапендус, или схапендус (нидерл. Schapendoes) — порода собак выведенная в XVI веке в Нидерландах пастухами.

## История породы
Во время Второй мировой войны численность собак существенно сократилась. В итоге их осталось всего несколько особей. Порода практически растворилась в помесях других национальных пород. Первым оставшиеся экземпляры породы шапендуса обнаружил голландский учёный Тёпёль. Именно он по всей стране собирал чистокровных представителей породы. В 1968 году шапендус получил официальное признание, однако особой популярности порода не приобрела до сих пор.

## Описание
Шапендуа может быть всех окрасов. Хотя предпочтение отдаётся голубовато-седому с чёрным. Шерсть густая, с развитым подшерстком. Очёсы на тыльных сторонах конечностей имеют длину 7 см и больше. Шерсть слегка волнистая, густая и грубоватая, не должна быть шелковистой. Голова и морда покрыты хорошо развитой густой шерстью, образующей брови, усы и бороду.